# Get What You Give
Get What You Give è il terzo album in studio del gruppo musicale statunitense The Ghost Inside, pubblicato il 19 giugno 2012 dalla Epitaph Records. L'album, prodotto dal cantante degli A Day to Remember Jeremy McKinnon, è dedicato alla memoria del defunto Ryan Vigil, fratello del cantante Jonathan Vigil.

## Tracce
1. This Is What I Know About Sacrifice – 1:29
2. Outlive – 2:36
3. Engine 45 – 4:12
4. Slipping Away – 3:13
5. The Great Unknown – 3:11
6. Dark Horse – 3:21
7. White Light – 4:50
8. Thirty Three – 3:07
9. Face Value (feat. Andrew "The Goose" Neufeld) – 3:51
10. Deceiver – 3:07
11. Test the Limits – 4:18

## Formazione
The Ghost Inside
- Jonathan Vigil – voce
- Aaron Brooks – chitarra solista, voce secondaria
- Zack Johnson – chitarra ritmica
- Jim Riley – basso
- Andrew Tkaczyk – batteria, percussioni

Altri musicisti
- Andrew "The Goose" Neufeld – voce in Face Value
- Jeremy McKinnon – voce secondaria, cori

Produzione
- Jeremy McKinnon – produzione
- Alan Douches – mastering
- Andrew Wade – ingegneria
- Pete Rutcho – missaggio
- Shane Frisby – assistenza al missaggio
- Nick Pritchard – artwork, design

## Classifiche
| Classifica (2012)          | Posizione massima |
| -------------------------- | ----------------- |
| Regno Unito (rock & metal) | 26                |
| Stati Uniti                | 88                |
| Stati Uniti (independent)  | 19                |
| Stati Uniti (hard rock)    | 8                 |
| Stati Uniti (rock)         | 37                |